# Steroh
Steroh (arabo: ستيروح), è una città dello Yemen che si trova nell'isola di Socotra, nel governatorato di Hadramawt.
La città, inoltre offre innumerevoli bellezze turistiche, ancora non ben gestite dallo Yemen.